# Остерлек
Остерлек (нід. Oosterleek) — село в нідерландській провінції Північна Голландія, на узбережжі Маркермера. Входить до муніципалітету Дрехтерланд.
Його площа становить 1,05 км², а населення станом на 2021 рік складало 105 осіб.

## Галерея

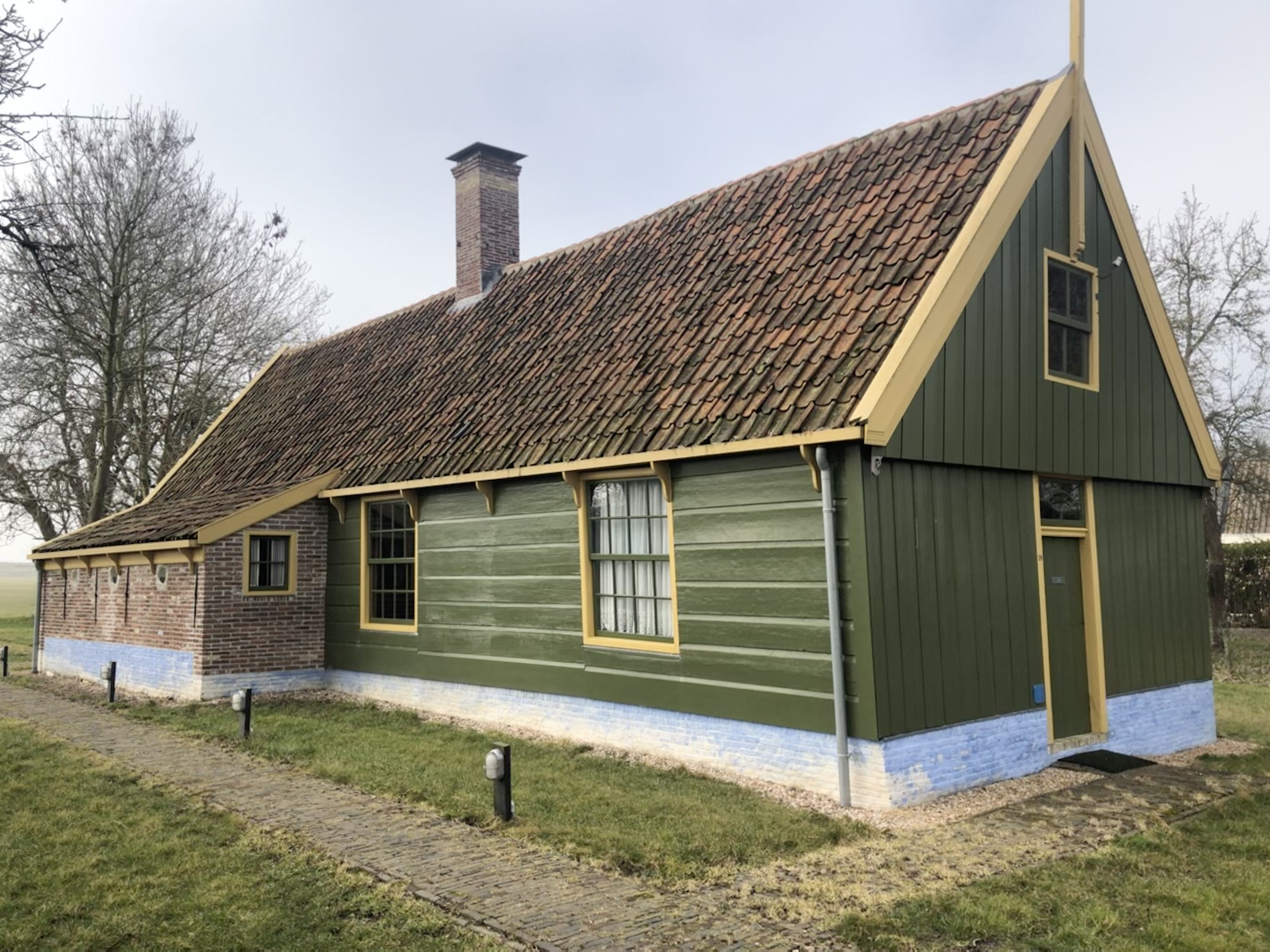
Дерев'яна будівля ферми
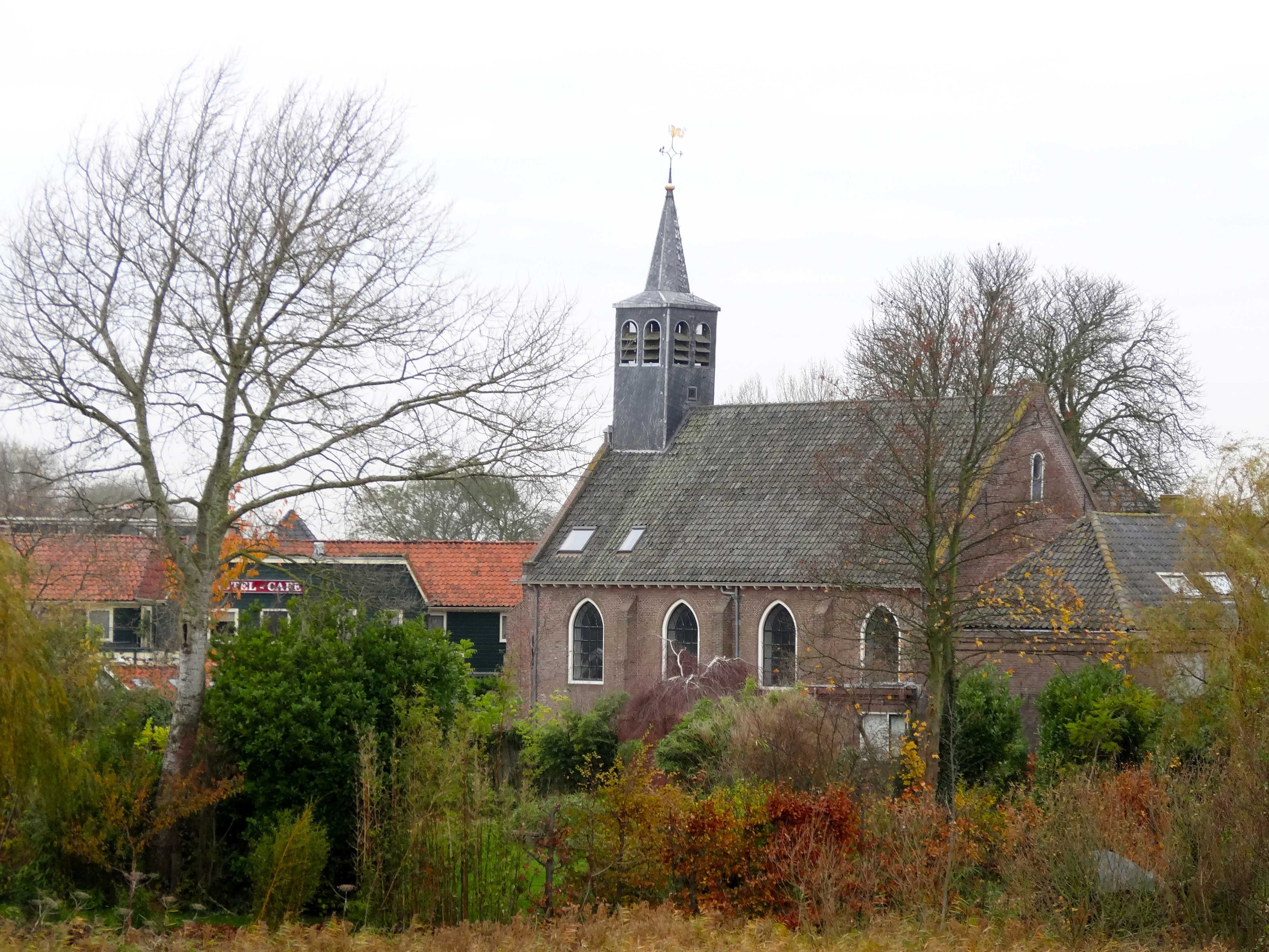
Церква у селі